# Bitche de 1918 à 1939
 (novembre 2024).
Cet article est une version détaillée de la section Le retour à la France de l'article Histoire de Bitche.

## Années 1918-1919
Pour un article plus général, voir Histoire de Bitche.
Le 22 novembre 1918, onze jours après l'armistice, la population bitchoise accueille les troupes françaises qui s'établissent tout d'abord dans les villages environnants avant de prendre garnison en ville.
Le 5 janvier 1919, le drapeau historique confectionné par les Bitchois en 1871 et donné au lieutenant-colonel Teyssier avant son départ, est ramené à Bitche par son fils, le capitaine Jean Teyssier, qui tombera au champ d'honneur quelques années plus tard en Syrie. Lors de la remise de ce drapeau au camp retranché en 1871, Teyssier a déjà prononcé ces paroles prophétiques : " Ce drapeau sera présenté au chef de l'État et j'en demanderai dépôt au musée d'artillerie jusqu'à l'époque où il pourra être rapporté par une armée française valeureuse et triomphante ! ". Sa prophétie se réalise donc après quarante-huit années et ce drapeau est toujours conservé au musée de la Citadelle.
Le 22 août 1919, le Président de la République française Poincaré visite Bitche pour remettre officiellement à la ville la Légion d'honneur, attribuée par décret du 14 juin 1919 du Président de la République. En voici le texte : " La ville de Bitche a subi pendant la guerre de 1870-1871 un siège mémorable de huit mois. Sommée de se rendre dès le 7 août 1870, elle a, sous l'héroïque direction du lieutenant-colonel Teyssier et une garnison disparate de 2 500 hommes, résisté victorieusement aux bombardements et aux attaques d'un ennemi dix fois supérieur. Incendiée par obus, sa population réduite de 2 700 à moins 1 000 âmes dont seulement 119 hommes valides, elle n'a consenti à ouvrir ses portes que le 27 mars 1871, deux mois après l'armistice sur un ordre écrit du gouvernement français et après avoir obtenu les honneurs de la guerre pour sa glorieuse garnison. La ville de Bitche ayant été comprise dans la partie du territoire attaché à la France pour son héroïque résistance, aujourd'hui que la vaillante cité lorraine est redevenue française, il m'a paru opportun de commémorer son siège mémorable et de récompenser la conduite héroïque de ses habitants en attribuant à Bitche la Croix de la Légion d'Honneur. "

## Années 1920
Poincaré n'est pas le seul personnage célèbre à venir à Bitche après la Première Guerre mondiale puisque le Maréchal Pétain visite également la ville le 17 octobre 1921.

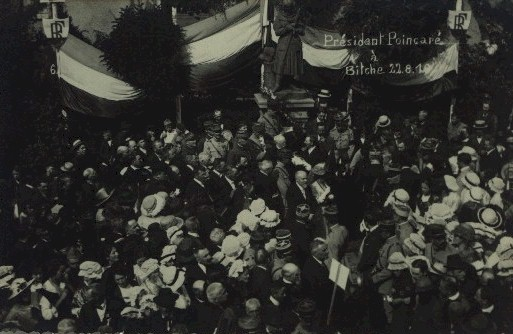
Poincaré en visite à Bitche le 22 août 1919

Le 18 janvier 1926, en sa qualité d'administrateur légal de la mense épiscopale, l'évêque de Metz, Mgr Pelt vend à l'Association Saint-Augustin (créée le 5 novembre 1925) douze hectares situés dans la banlieue de Bitche et destinés à abriter le nouveau Collège Saint-Augustin. Le 28 juillet 1926, il préside la cérémonie de la bénédiction de la première pierre de la Chapelle du Collège en présence de professeurs, de huit archiprêtres, de douze chanoines, de représentants de la municipalité de Bitche, de conseillers généraux et de nombreux prêtres. Parmi les personnes présentes, il se trouve un jeune abbé en visite à Strasbourg, Jean-Baptiste Montini, qui bien plus tard deviendra la pape Paul VI.
Des travaux de rénovation sont effectués en 1927 au réseau d'adduction d'eau de la ville, prolongeant le réseau jusqu'aux casernes pour la somme de 268 000 francs. Deux ans plus tard, une nouvelle station de pompage est créée derrière la voie ferrée pour la somme de 340 000 francs.

## Années 1930
En 1930 commence la construction de la Ligne Maginot destinée à protéger les provinces de l'est d'une nouvelle invasion allemande. Cette gigantesque ligne de défense va donner à Bitche un caractère militaire sans précédent, notamment par l'édification d'une ligne fortifiée avec d'énormes réseaux souterrains qui occupent des centaines d'ouvriers, donnant du travail à toute la population du Bitscherland dont une partie avait déjà été frappée par la crise de l'industrie du verre. Inexpugnable dans le passé grâce à sa Citadelle, Bitche va garder sa renommée par la Ligne Maginot. La ville reçoit la visite d'André Maginot le 8 septembre 1931. Séjournant plusieurs jours en ville, il étudie sur place les meilleurs emplacements stratégiques pour les futurs grands ouvrages. Grâce à la construction de la Ligne Maginot entre 1931 et 1936, la population bitchoise va effectuer un bon prodigieux, passant de 5 552 habitants en 1931 à 9 342 en 1936. Devenue le pôle d'attraction de la région, Bitche voit la création de nouveaux quartiers, et de nombreuses régions sont édifiées à ce moment-là.
Dès 1935, la garnison française de la ville est considérablement renforcée : les menaces de Hitler et l'instauration du service militaire obligatoire en Allemagne sont les raisons de cet accroissement des forces à Bitche où la garnison se compose des 153e et 37e Régiments d'Infanterie, de batteries d'artillerie, de troupes du Génie et des Fortifications, portant à un certain moment le nombre des militaires à presque 6 000 hommes. Ce renforcement de troupes sur la frontière franco-allemande, et surtout à Bitche, est en réalité la seule réponse de la France à l'occupation de la Rhénanie par Hitler en 1936. La France suit alors sa fameuse politique de non-intervention. L'ombre du célèbre traité de Versailles et son application commence à planer dangereusement le long de la frontière allemande et sur le Bitscherland en particulier.

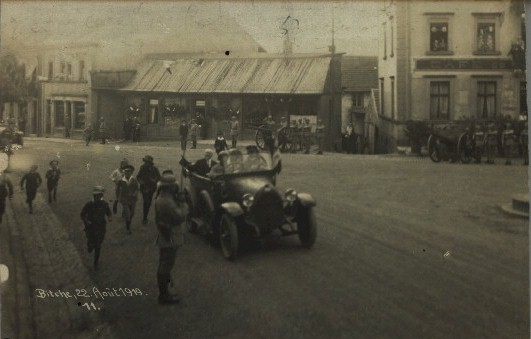
Visite de Poincaré en 1919

Le gouvernement français, qui a placé tous ses espoirs dans la Société des Nations, assiste ainsi à l'écroulement du système qui aurait dû assurer la paix. C'est dans ce climat de tensions politique et militaire que Daladier visite Bitche en 1937. En 1938, se rendant compte que sa faiblesse militaire ne lui permet pas de tenir ses engagements, la France abandonne la Tchécoslovaquie. Mais le dimanche 3 septembre 1939, conformément au traité signé avec la Pologne, elle se joint à la Grande-Bretagne pour déclarer la guerre à l'Allemagne : la Seconde Guerre mondiale commence et la ville de Bitche, au passé déjà si mouvementé, ignore encore que ce n'est là que le premier acte d'une terrible tragédie dont elle sera une nouvelle fois la victime et qui ne s'achèvera qu'en 1945.

## Sources
- Le Pays de Bitche, Didier Hemmert 1990.
- Bitche et son pays, André Schutz 1992.
- Les grelots du vent, images et mirages du Pays de Bitche, abbé Bernard Robin 1984.
- Un sablier de brumes, abbé Bernard Robin, 1989.
- Manteaux de grès et dentelles de sapin, abbé Bernard Robin 1992.
- Bitche et son canton, des origines à 1945, Francis Rittgen 1988.